# María Elena Ramírez
María Elena Graciela Ramírez (Città del Messico, 5 novembre 1958) è un'ex cestista messicana.

## Carriera
Con il Messico ha preso parte ai Campionati mondiali del 1975 e Giochi panamericani del 1975, in cui ha vinto la medaglia d'argento.